# Marc Bouissou
Marc Émile Bouissou (ur. 6 kwietnia 1931 w Joinville-le-Pont, zm. 23 listopada 2018 w Boulogne-Billancourt) – francuski wioślarz, srebrny medalista olimpijski.
Wystąpił na igrzyskach olimpijskich w Helsinkach w 1952 roku, gdzie Francuzi w składzie: Pierre Blondiaux, Jean-Jacques Guissart, Marc Bouissou i Roger Gautier zdobyli srebrny medal w czwórkach bez sternika. W finale o 2,9 sekundy przegrali z osadą Jugosławii, a o 4,4 sekundy pokonali osadę Finlandii. Był to jego jedyny start olimpijski.
Ponadto zdobył brązowy medal w ósemkach na mistrzostwach Europy w Kopenhadze (1953).
Po zakończeniu kariery sportowej został przedsiębiorcą. Był żonaty, miał trzy córki. W 2007 został odznaczony Orderem Narodowym Zasługi.